# Darrell Woods
Darrell Woods (født 18. august 1967 i Saint Petersburg, Florida, USA) er en tidligere amerikansk bokser i supermellemvægtdivsionen. Hans største modstander har været Allan Green, som han blev slået ud af efter 1:22 min i 1. omgang. Wood nåede at bokse 38 kampe, med 26 sejre (18 KO) og 12 nederlag.